# عنبرسرا
عنبرسرا روستایی در دهستان زاوه بخش مرکزی شهرستان زاوه استان خراسان رضوی ایران است. بر پایه سرشماری عمومی نفوس و مسکن در سال ۱۳۹۰ جمعیت این روستا ۸۷۶ نفر (در ۲۳۱ خانوار) بوده است.